# Fremiment
Un fremiment és una vibració transmesa a través del cos. En l'ús mèdic comú, normalment es refereix a la valoració dels pulmons per la intensitat de vibració que es percep a la paret del tòrax (fremiment tàctil) i/o auscultada a la paret del tòrax amb certes paraules parlades (fremiment vocal), tot i que hi ha diversos altres tipus.